# RuPaul's Drag Race All Stars
RuPaul's Drag Race All Stars est une émission de télé-réalité de compétition dérivée de RuPaul's Drag Race, créée en 2012 par Fenton Bailey, Randy Barbato et RuPaul, et produite par World of Wonder pour Logo TV (de 2012 à 2016), VH1 (de 2018 à 2020), Paramount+ (depuis 2021) et WOW Presents Plus,.
L'émission est un concours de drag queens au cours duquel d'anciennes candidates de RuPaul's Drag Race s'affrontent pour une place dans le Drag Race Hall of Fame. RuPaul y joue le rôle de présentatrice, de mentor et de juge principale. Chaque semaine, les candidates sont soumises à différents défis et sont évaluées par un groupe de juges, dont font partie RuPaul, Michelle Visage, l'un des trois juges tournants (Carson Kressley, Ross Mathews ou Ts Madison), et un ou plusieurs invités spéciaux, qui critique leur performance et leur progression.

## Format
Le format de RuPaul's Drag Race All Stars est en majorité similaire à celui de RuPaul's Drag Race : chaque épisode est composé d'un maxi défi et d'un défilé, déterminant les candidates en danger d'élimination, et d'un lip-sync, déterminant la candidate éliminée. Toutefois, chaque saison est composée d'anciennes candidates et le format de la compétition est altéré :

### Saison 1
Lors de la première saison de RuPaul's Drag Race All Stars, les candidates concourent en paires déterminées par les candidates elles-mêmes. Les deux équipes en danger d'élimination choisissent une de leurs candidates afin de prendre part au lip-sync éliminatoire. L'autre candidate a la possibilité, pendant la première minute de la performance, d'échanger sa place avec la candidate prenant part au lip-sync. En cas d'élimination, les deux candidates de l'équipe sont éliminées. Lors de l'épisode final, les équipes sont dissoutes et les quatre candidates restantes concourent seules.

### Saisons 2 à 4
Lors de la deuxième à la quatrième saison de RuPaul's Drag Race All Stars, les candidates ont la possibilité de s'éliminer entre elles. Ce nouveau format introduit le lip-sync for your legacy (en français : « playback pour son héritage ») entre les deux meilleures candidates d'un épisode ; la gagnante reçoit 10 000 dollars et le pouvoir d'éliminer l'une des candidates en danger d'élimination.

### Saison 5, 6 et 8
Lors des cinquième, sixième et huitième saisons de RuPaul's Drag Race All Stars, la meilleure candidate de l'épisode participe à un lip-sync for your legacy contre une Lip Sync Assassin — une candidate particulièrement reconnue pour ses performances lors des lip-syncs de sa (ou ses) saison(s). Si la candidate gagne le lip-sync, elle reçoit 10 000 dollars et le pouvoir d'éliminer l'une des candidate en danger d'élimination. Si la Lip Sync Assassin gagne, la candidate désignée par le vote majoritaire des candidates restantes est éliminée et la récompense de 10 000 dollars est ajoutée à la somme totale que gagnera la prochaine candidate à gagner le lip-sync.

### Saisons 7 et 9
Dans les septième et neuvième saisons de RuPaul's Drag Race All Stars, les candidates ne risquent pas l'élimination. Deux candidates sont choisies chaque semaine comme meilleures candidates de l'épisode et remportent une étoile – ou un badge, importants pour gagner sa place en finale. La gagnante du lip-sync for your legacy remporte 10 000 dollars et la capacité de bloquer une des candidates afin qu'elle ne puisse pas remporter d'étoile l'épisode suivant. Les candidates avec le plus d'étoiles ou de badges gagnent leur place en finale.

### Saison 10
La dixième saison de RuPaul's Drag Race All Stars introduit le concept de tournoi, où trois groupes de six candidates s'affrontent lors de trois épisodes avec un système de points, afin que les trois meilleures candidates de chaque groupe forme un seul groupe de neuf candidates pour les demi-finales.

## Jury
| Juge            | Saison     | Saison     | Saison     | Saison     | Saison     | Saison     | Saison     | Saison     | Saison     | Saison     |
| Juge            | 1          | 2          | 3          | 4          | 5          | 6          | 7          | 8          | 9          | 10         |
| --------------- | ---------- | ---------- | ---------- | ---------- | ---------- | ---------- | ---------- | ---------- | ---------- | ---------- |
| RuPaul          | Principale | Principale | Principale | Principale | Principale | Principale | Principale | Principale | Principale | Principale |
| Michelle Visage | Principale | Principale | Principale | Principale | Principale | Principale | Principale | Principale | Principale | Principale |
| Santino Rice    | Principal  |            |            |            |            |            |            |            |            |            |
| Carson Kressley |            | Principal  | Principal  | Principal  | Principal  | Principal  | Principal  | Principal  | Principal  | Principal  |
| Todrick Hall    |            | Principal  | Invité     | Invité     |            |            |            |            |            |            |
| Ross Mathews    | Invité     | Invité     | Principal  | Principal  | Principal  | Principal  | Principal  | Principal  | Principal  | Principal  |
| Ts Madison      |            |            |            |            |            |            |            | Principale | Principale | Principale |
| Law Roach       |            |            |            |            |            |            |            |            |            | Principal  |

## Émissions dérivées

### RuPaul's Drag Race All Stars: Untucked
Comme dans RuPaul's Drag Race, chaque épisode de la première saison de RuPaul's Drag Race All Stars était suivi d'un épisode Untucked, concentré sur les discussions et les confrontations des candidates pendant les délibérations des juges. Dans la deuxième, la troisième et la quatrième saison, cependant, les délibérations des candidates avaient lieu pendant l'épisode principal et dispensaient donc la présence d'Untucked. Le 5 juin 2020, l'émission revient après les épisodes de la cinquième saison de RuPaul's Drag Race et présente notamment les votes individuels des candidates.

### The Pit Stop
The Pit Stop est une web-série diffusée sur YouTube depuis la deuxième saison de RuPaul's Drag Race All Stars, dans laquelle une présentatrice principale et une invitée par épisode, d'anciennes candidates de l'émission, présentent une revue hebdomadaire pendant la diffusion des saisons de RuPaul's Drag Race All Stars.
| Hôte               | Saison     | Saison     | Saison     | Saison     | Saison     | Saison     | Saison     | Saison     | Saison     |
| Hôte               | 2          | 3          | 4          | 5          | 6          | 7          | 8          | 9          | 10         |
| ------------------ | ---------- | ---------- | ---------- | ---------- | ---------- | ---------- | ---------- | ---------- | ---------- |
| Raja               | Principale |            |            |            |            |            |            |            |            |
| Alaska             |            | Principale |            |            |            |            |            |            |            |
| Trixie Mattel      |            |            | Principale |            | Principale |            |            | Principale |            |
| Bob the Drag Queen |            |            |            | Principale |            | Principale |            |            |            |
| Bianca Del Rio     |            |            |            |            |            |            | Principale |            |            |
| Monét X Change     |            |            |            |            |            |            |            |            | Principale |

### Fashion Photo RuView
Fashion Photo RuView est une web-série hebdomadaire diffusée sur YouTube dans laquelle deux anciennes candidates de l'émission présentent une revue hebdomadaire des tenues portées par les candidates pendant la diffusion des saisons de RuPaul's Drag Race et de certaines versions annexes.
| Hôte              | Saison     | Saison     | Saison     | Saison     | Saison     | Saison     | Saison     | Saison     | Saison     |
| Hôte              | 2          | 3          | 4          | 5          | 6          | 7          | 8          | 9          | 10         |
| ----------------- | ---------- | ---------- | ---------- | ---------- | ---------- | ---------- | ---------- | ---------- | ---------- |
| Raja              | Principale | Principale | Principale | Principale | Principale |            | Principale | Principale | Principale |
| Raven             | Principale | Principale |            | Principal  | Principal  |            |            | Principale | Principale |
| Mariah Balenciaga |            | Principale |            |            |            |            |            |            |            |
| Aquaria           |            |            | Principale |            |            |            |            |            |            |
| Asia O'Hara       |            |            | Principale |            |            |            |            |            |            |
| Gottmik           |            |            |            |            |            | Principale |            |            |            |
| Violet Chachki    |            |            |            |            |            | Principale |            |            |            |
| Kerri Colby       |            |            |            |            |            |            | Principale |            |            |

## Résumé des saisons
| Saison | Date de diffusion  | Date de diffusion  | Chaîne     | Gagnante(s)                     | Seconde(s)                        | Récompenses |
| Saison | Première diffusion | Dernière diffusion | Chaîne     | Gagnante(s)                     | Seconde(s)                        | Récompenses |
| ------ | ------------------ | ------------------ | ---------- | ------------------------------- | --------------------------------- | --- |
| 1      | 22 octobre 2012    | 26 novembre 2012   | Logo TV    | Chad Michaels                   | Raven                             | - 100 000 dollars - Un approvisionnement de maquillage chez MAC Cosmetics - Un voyage de la part de ALandCHUCK.travel                       |
| 2      | 25 août 2016       | 27 octobre 2016    | Logo TV    | Alaska                          | Detox Katya                       | - 100 000 dollars - Un an d'approvisionnement de maquillage chez Anastasia Beverly Hills                                                    |
| 3      | 25 janvier 2018    | 15 mars 2018       | VH1        | Trixie Mattel                   | Kennedy Davenport                 | - 100 000 dollars - Un an d'approvisionnement de maquillage chez Anastasia Beverly Hills                                                    |
| 4      | 14 décembre 2018   | 15 février 2019    | VH1        | Monét X Change Trinity The Tuck | —                                 | - 100 000 dollars - Un an d'approvisionnement de maquillage chez Anastasia Beverly Hills                                                    |
| 5      | 5 juin 2020        | 24 juillet 2020    | VH1        | Shea Couleé                     | Jujubee Miz Cracker               | - 100 000 dollars - Un an d'approvisionnement de maquillage chez Anastasia Beverly Hills                                                    |
| 6      | 24 juin 2021       | 2 septembre 2021   | Paramount+ | Kylie Sonique Love              | Eureka! Ginger Minj Ra'Jah O'Hara | - 100 000 dollars - Un an d'approvisionnement de maquillage chez Anastasia Beverly Hills                                                    |
| 7      | 20 mai 2022        | 29 juillet 2022    | Paramount+ | Jinkx Monsoon                   | Monét X Change                    | - 200 000 dollars - Un an d'approvisionnement de maquillage chez Anastasia Beverly Hills                                                    |
| 8      | 12 mai 2023        | 20 juillet 2023    | Paramount+ | Jimbo                           | Kandy Muse                        | - 200 000 dollars - Un an d'approvisionnement de maquillage chez Anastasia Beverly Hills                                                    |
| 9      | 17 mai 2024        | 26 juillet 2024    | Paramount+ | Angeria Paris VanMicheals       | Roxxxy Andrews Vanessa Vanjie     | - 200 000 dollars à reverser à l'association caritative de son choix - Un an d'approvisionnement de maquillage chez Anastasia Beverly Hills |
| 10     | 9 mai 2025         | 18 juillet 2025    | Paramount+ | Ginger Minj                     | Jorgeous                          | - 200 000 dollars - Un an d'approvisionnement de maquillage chez Anastasia Beverly Hills                                                    |

### Diffusion sur Logo TV: saisons 1 et 2(2012–2016)

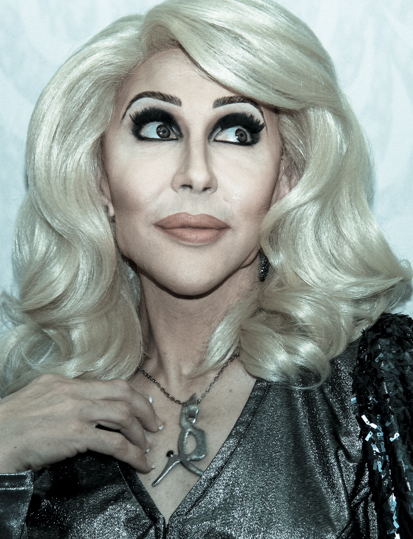
Chad Michaels, gagnante de la première saison.
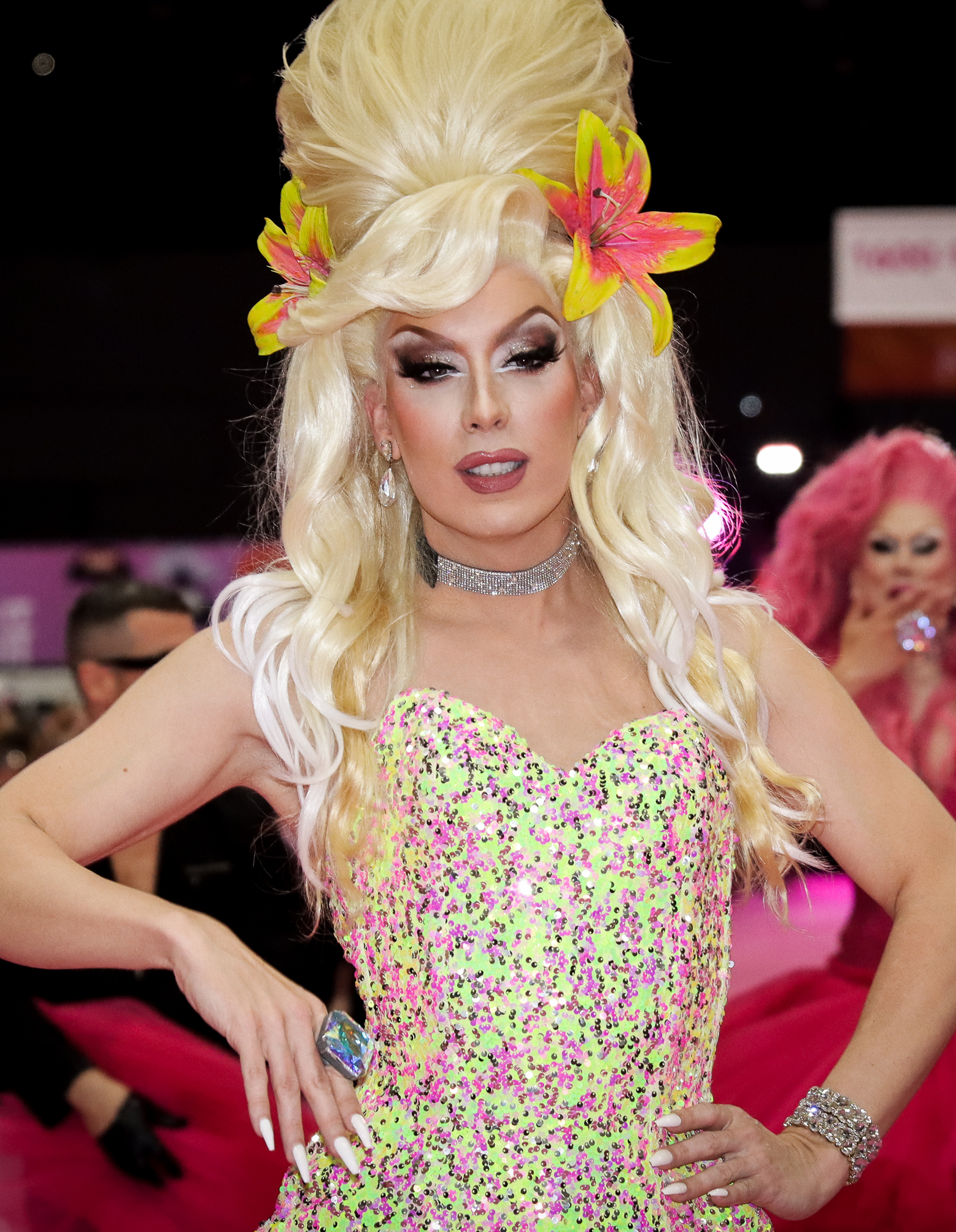
Alaska, gagnante de la deuxième saison.

La première saison de RuPaul's Drag Race All Stars est diffusée pour la première fois du 22 octobre 2012 au 26 novembre 2012 sur Logo TV. Le casting est composé de douze candidates venant de la première à la quatrième saison de RuPaul's Drag Race et la récompense est de 100 000 dollars. La gagnante de la saison est Chad Michaels, avec Raven comme seconde. Il s'agit de la seule saison de la franchise Drag Race à être jugée en paires.
La deuxième saison de RuPaul's Drag Race All Stars est diffusée pour la première fois du 25 août 2016 au 27 octobre 2016 sur Logo TV. Le casting est composé de dix candidates venant de la deuxième à la septième saison de RuPaul's Drag Race. La gagnante de la saison est Alaska, avec Detox et Katya comme secondes. Il s'agit de la première saison de RuPaul's Drag Race All Stars à introduire le format du lip-sync for your legacy.

### Diffusion sur VH1: saisons 3 à 5(2018–2020)

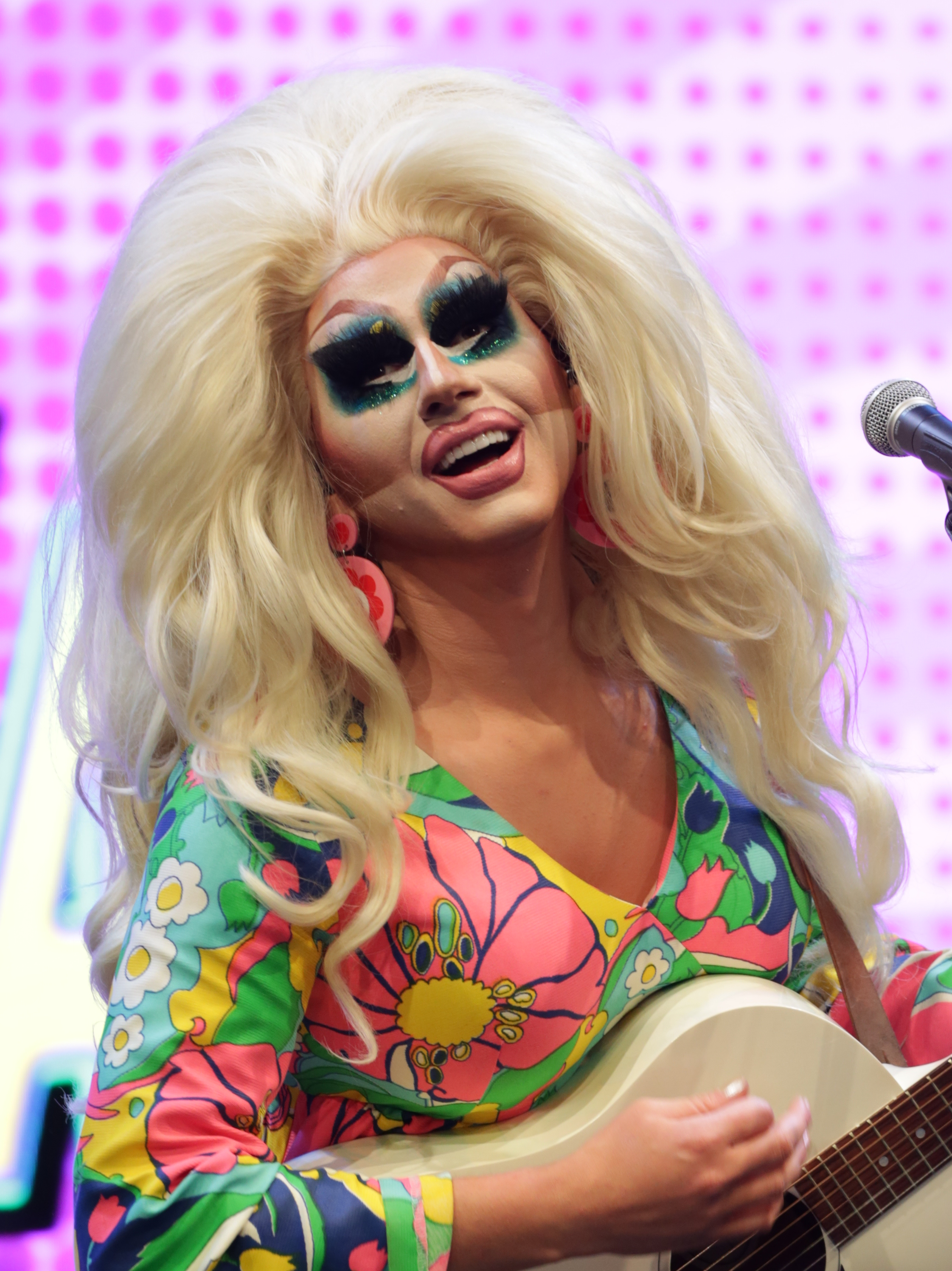
Trixie Mattel, gagnante de la troisième saison.
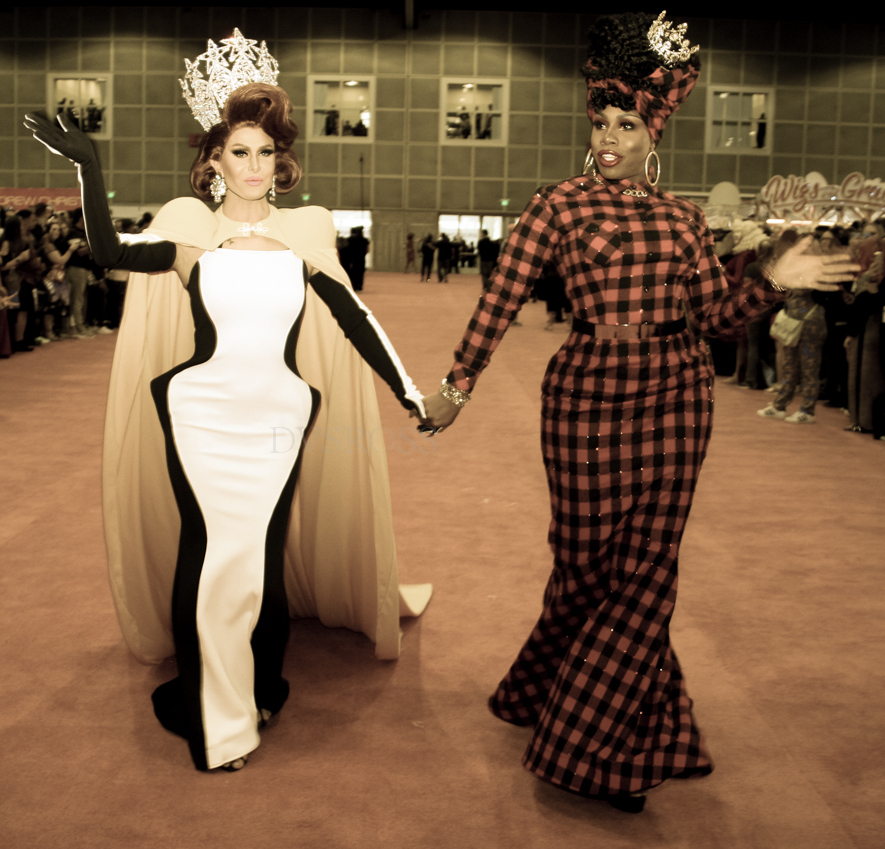
Monét X Change (à droite) et Trinity The Tuck (à gauche), gagnantes ex æquo de la quatrième saison.
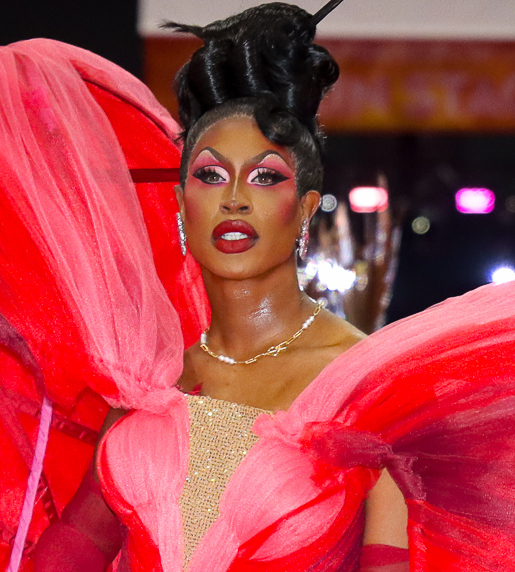
Shea Couleé, gagnante de la cinquième saison.

La troisième saison de RuPaul's Drag Race All Stars est diffusée pour la première fois du 25 janvier 2018 au 15 mars 2018 sur VH1. Le casting est composé de dix candidates venant de la première à la neuvième saison de RuPaul's Drag Race. La gagnante de la saison est Trixie Mattel, avec Kennedy Davenport comme seconde. Il s'agit de la première saison de RuPaul's Drag Race All Stars à permettre à une ancienne gagnante de RuPaul's Drag Race, BeBe Zahara Benet, de concourir à nouveau, et à introduire un vote des candidates éliminées afin de déterminer les deux meilleures candidates de la saison.
La quatrième saison de RuPaul's Drag Race All Stars est diffusée pour la première fois du 14 décembre 2018 au 15 février 2019 sur VH1. Le casting est composé de dix candidates venant de la troisième à la dixième saison de RuPaul's Drag Race. Les gagnantes de la saison est Monét X Change et Trinity The Tuck. Il s'agit de la première saison de RuPaul's Drag Race All Stars à permettre à d'anciennes candidates de l'émission, Latrice Royale et Manila Luzon, de concourir à nouveau, et la première et seule saison de la franchise Drag Race à faire gagner deux candidates.
La cinquième saison de RuPaul's Drag Race All Stars est diffusée pour la première fois du 5 juin 2020 au 24 juillet 2020 sur VH1. Le casting est composé de dix candidates venant de la première à la dixième saison de RuPaul's Drag Race. La gagnante de la saison est Shea Couleé, avec Jujubee et Miz Cracker comme secondes. Il s'agit de la première saison de RuPaul's Drag Race All Stars à introduire le format de la Lip Sync Assassin.

### Diffusion sur Paramount+: saisons 6 à 9(depuis 2021)

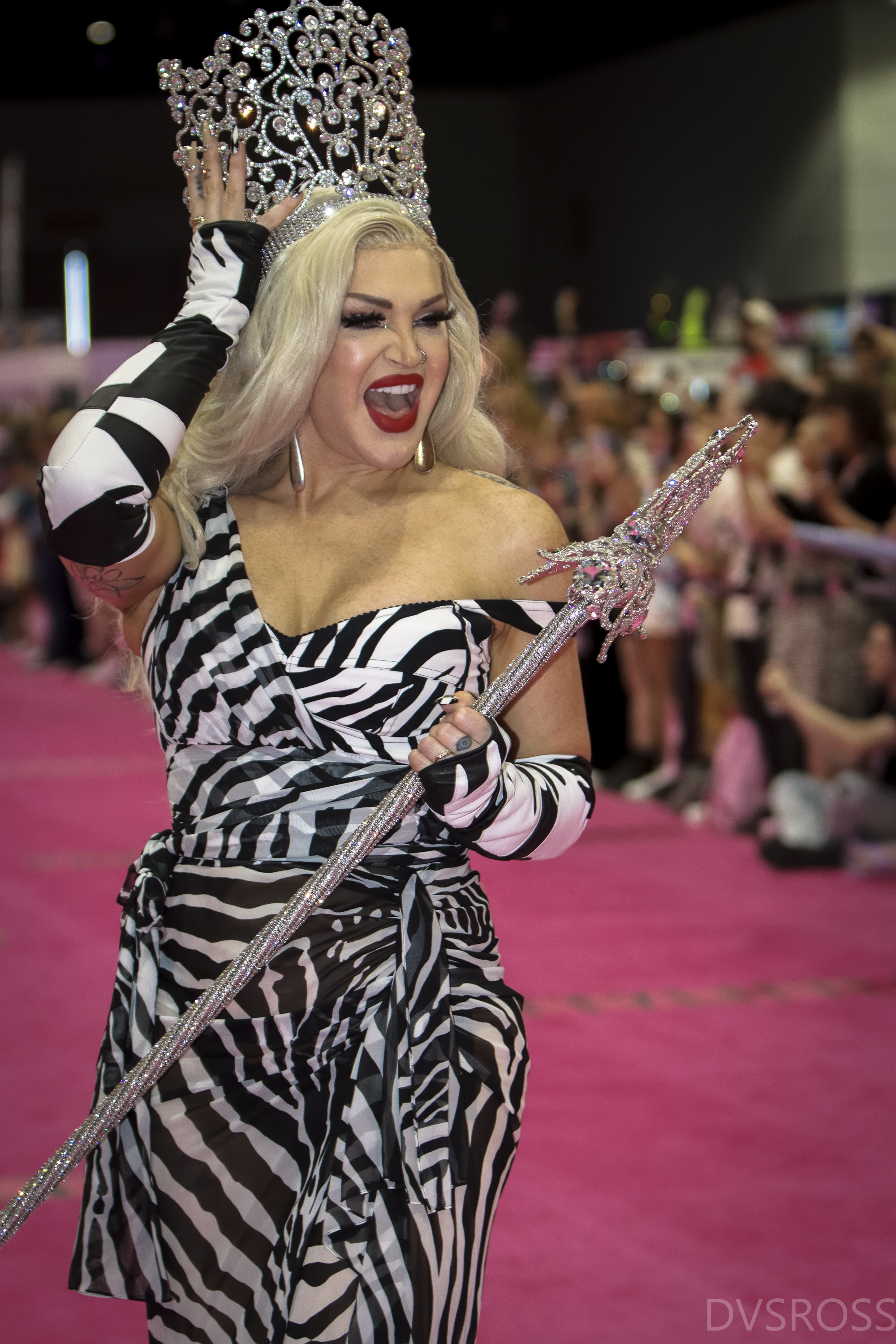
Kylie Sonique Love, gagnante de la sixième saison.
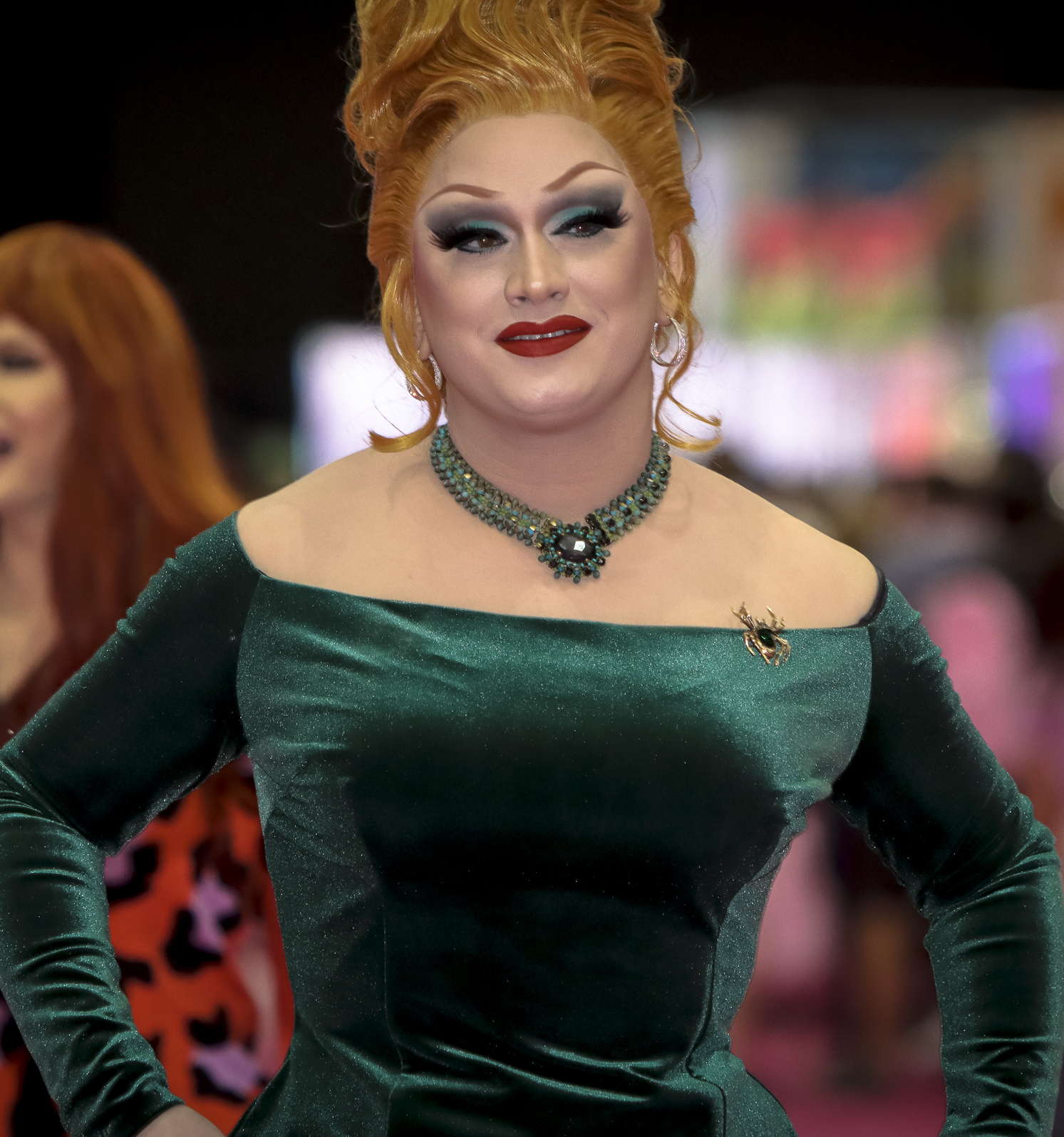
Jinkx Monsoon, gagnante de la septième saison.
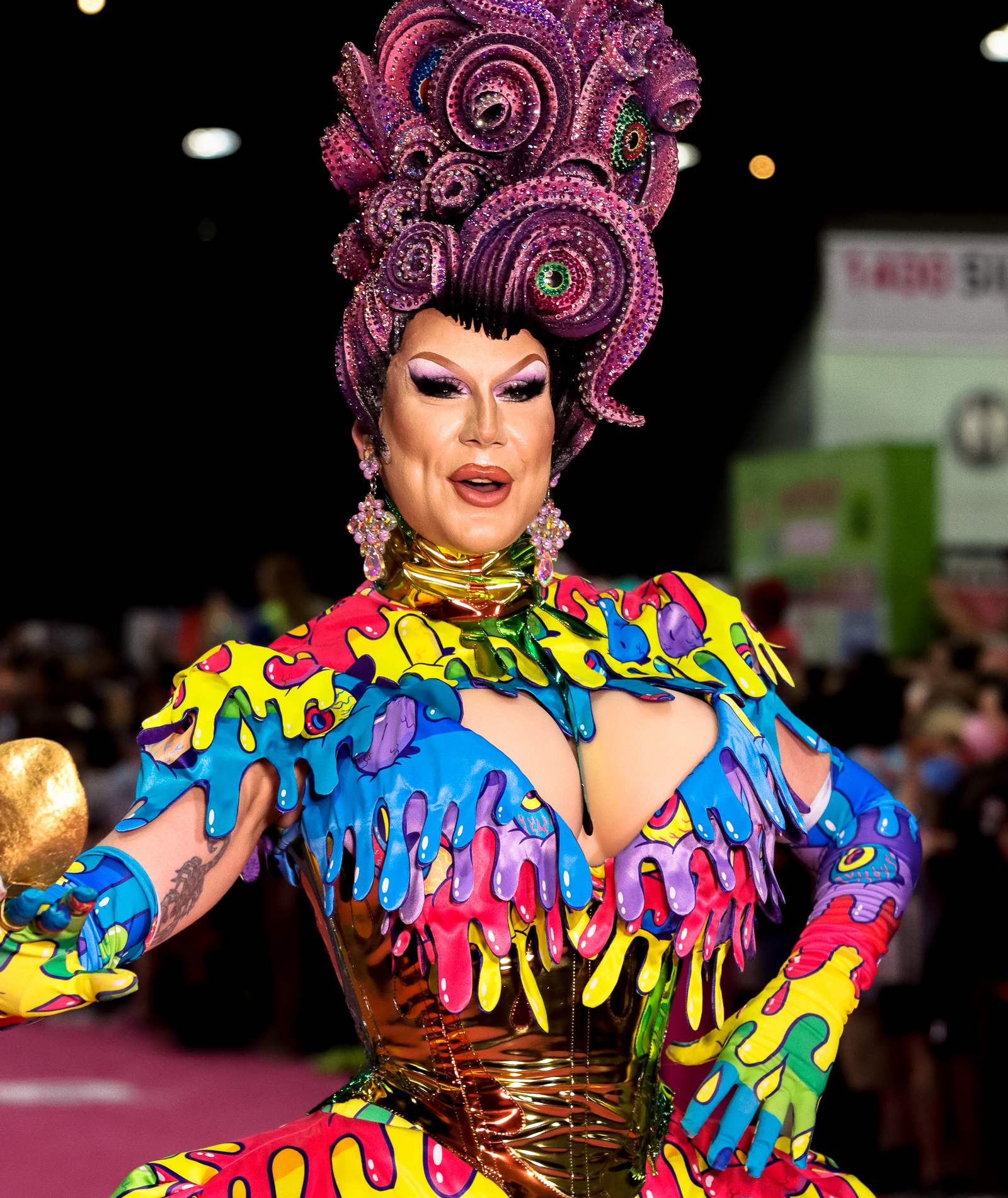
Jimbo, gagnante de la huitième saison.
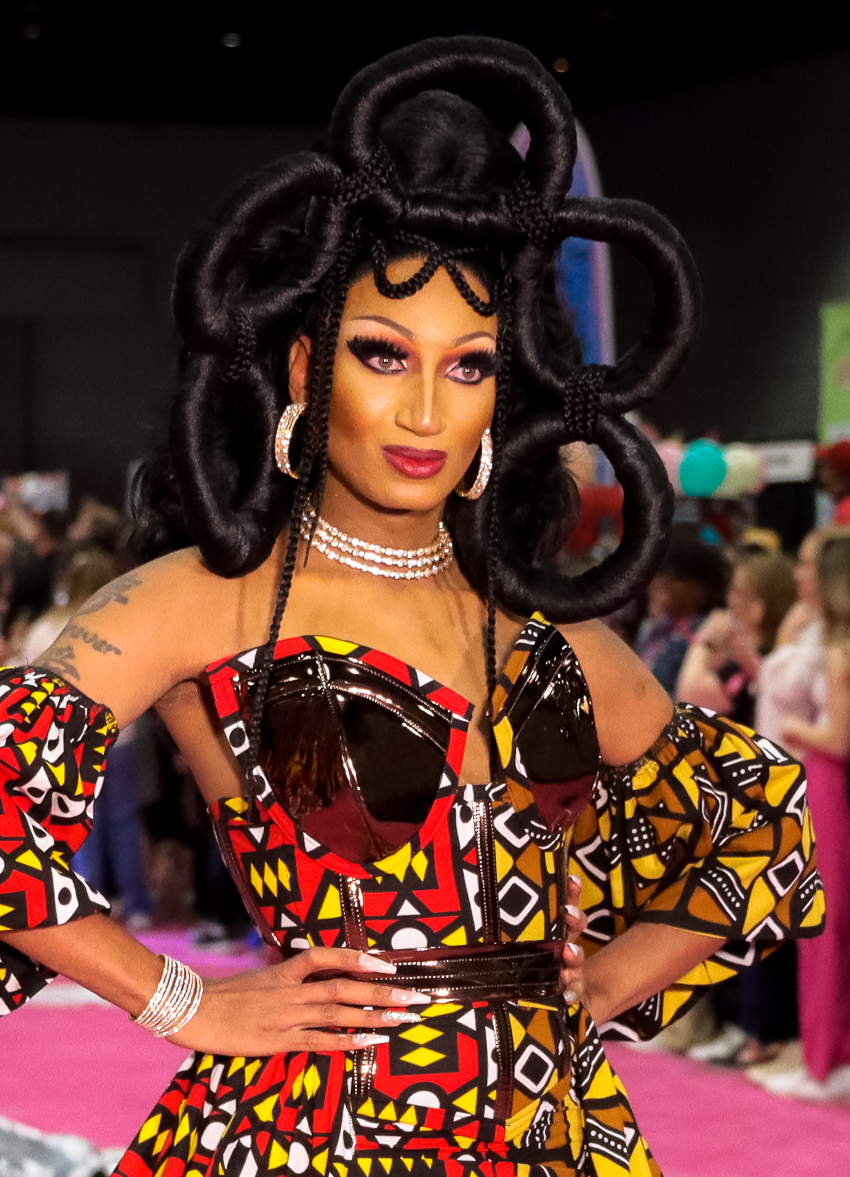
Angeria Paris VanMicheals, gagnante de la neuvième saison.
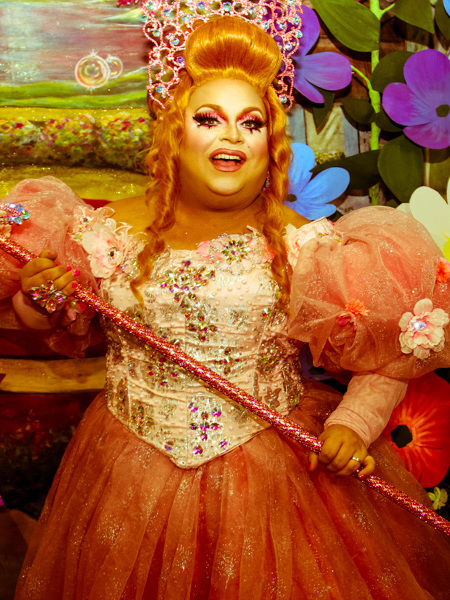
Ginger Minj, gagnante de la dixième saison.

La sixième saison de RuPaul's Drag Race All Stars est diffusée pour la première fois du 24 juin 2021 au 2 septembre 2021 sur Paramount+. Le casting est composé de treize candidates venant de la deuxième à la douzième saison de RuPaul's Drag Race. La gagnante de la saison est Kylie Sonique Love, avec Eureka!, Ginger Minj et Ra'Jah O'Hara comme secondes. Kylie Sonique Love devient ainsi la première candidate transgenre à remporter une franchise américaine de Drag Race.
La septième saison de RuPaul's Drag Race All Stars, aussi nommée RuPaul's Drag Race All Stars: All Winners, est diffusée pour la première fois du 20 mai 2022 au 29 juillet 2022 sur Paramount+. Le casting est composé de huit gagnantes venant de la troisième à la douzième saison de RuPaul's Drag Race et de la première saison de RuPaul's Drag Race UK. La gagnante de la saison est Jinkx Monsoon, avec Monét X Change comme seconde. Il s'agit de la première saison de RuPaul's Drag Race All Stars à faire concourir d'anciennes gagnantes, à faire concourir une candidate d'une franchise internationale et à introduire le format non-éliminatoire.
La huitième saison de RuPaul's Drag Race All Stars est diffusée pour la première fois du 12 mai 2023 au 20 juillet 2023 sur Paramount+. Le casting est composé de douze candidates venant de la deuxième à la treizième saison de RuPaul's Drag Race et de la première saison de Canada's Drag Race. La gagnante de la saison est Jimbo, avec Kandy Muse comme seconde. Jimbo devient ainsi la première candidate d'une franchise internationale à remporter une franchise américaine de Drag Race.
La neuvième saison de RuPaul's Drag Race All Stars est diffusée pour la première fois du 17 mai 2024 au 26 juillet 2024 sur Paramount+. Le casting est composé de huit candidates venant de la première à la quatorzième saison de RuPaul's Drag Race. La gagnante de la saison est Angeria Paris VanMicheals, avec Roxxxy Andrews et Vanessa Vanjie comme secondes. Il s'agit de la première saison de RuPaul's Drag Race All Stars à faire concourir les candidates pour des associations caritatives.
La dixième saison de RuPaul's Drag Race All Stars est diffusée pour la première fois du 9 mai 2025 au 18 juillet 2025 sur Paramount+. Le casting est composé de dix-huit candidates venant de la deuxième à la quinzième saison de RuPaul's Drag Race. Pour la première fois, un système de groupes est mis en place, avant l'introduction d'une demi-finale et d'une finale. La gagnante de la saison est Ginger Minj, avec Jorgeous comme seconde. Après sa 4e participation, Ginger Minj est couronnée.

## Candidates
À l'heure actuelle, neuf saisons ont été diffusées et 80 candidates ont concouru dans RuPaul's Drag Race All Stars. Les dix gagnantes de l'émission sont, par ordre chronologique, Chad Michaels, Alaska, Trixie Mattel, Monét X Change et Trinity The Tuck (ex æquo), Shea Couleé, Kylie Sonique Love, Jinkx Monsoon, Jimbo et Angeria Paris VanMicheals.

## Adaptations internationales
- RuPaul's Drag Race: UK vs The World (depuis 2022) : version britannique de RuPaul's Drag Race All Stars, l'émission présente des candidates venant de plusieurs versions internationales de la franchise Drag Race.
- Canada's Drag Race: Canada vs The World (depuis 2022) : version canadienne de RuPaul's Drag Race All Stars, l'émission présente des candidates venant de plusieurs versions internationales de la franchise Drag Race.
- Drag Race España All Stars (2024) : version espagnole de RuPaul's Drag Race All Stars, l'émission présente d'anciennes candidates de Drag Race España.
- RuPaul's Drag Race: Global All Stars (2024) : version internationale de RuPaul's Drag Race All Stars, une candidate par franchise de Drag Race vient représenter son pays.
- Drag Race France All Stars (2025) : version française de RuPaul's Drag Race All Stars, l'émission présente d'anciennes candidates de Drag Race France.